# 八幡堀

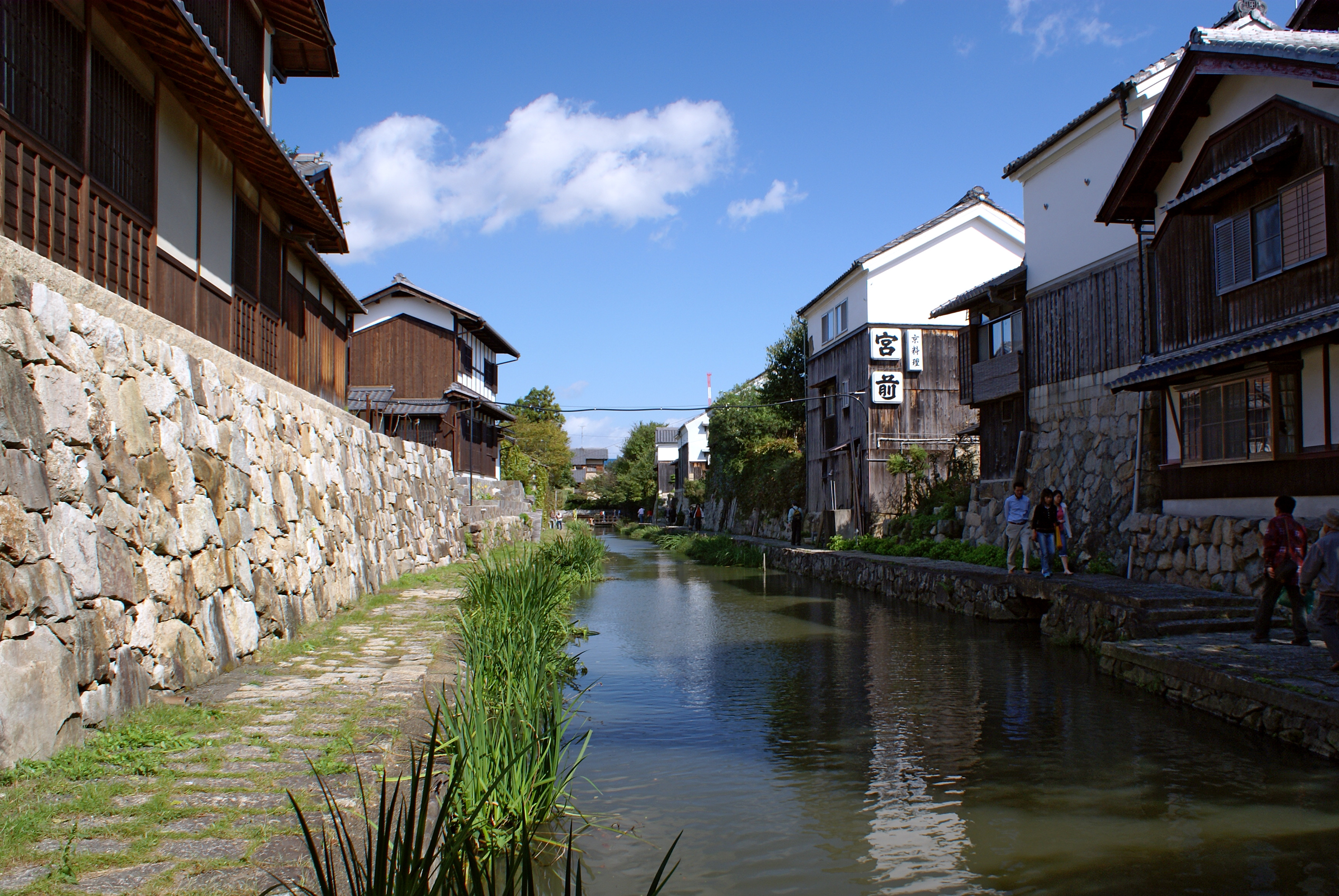
八幡堀

八幡堀（はちまんぼり）は、滋賀県近江八幡市にある水路。
豊臣政権時代の天正13年（1585年）に運河として造られた、八幡山城の城下町は、西の湖を経由して琵琶湖とつながった八幡堀の水運によって商業都市として発展し、近江商人を生んだ。全長4.75キロメートル、幅員約15メートルである。
埋め立ての危機を免れて現在も保全されており、旧市街とともに美しい景観をなし、市民の憩いの場や観光地になっている。近江八幡の水郷全体として琵琶湖八景の一つとなっており、和船による遊覧も行なわれている。

## 概要

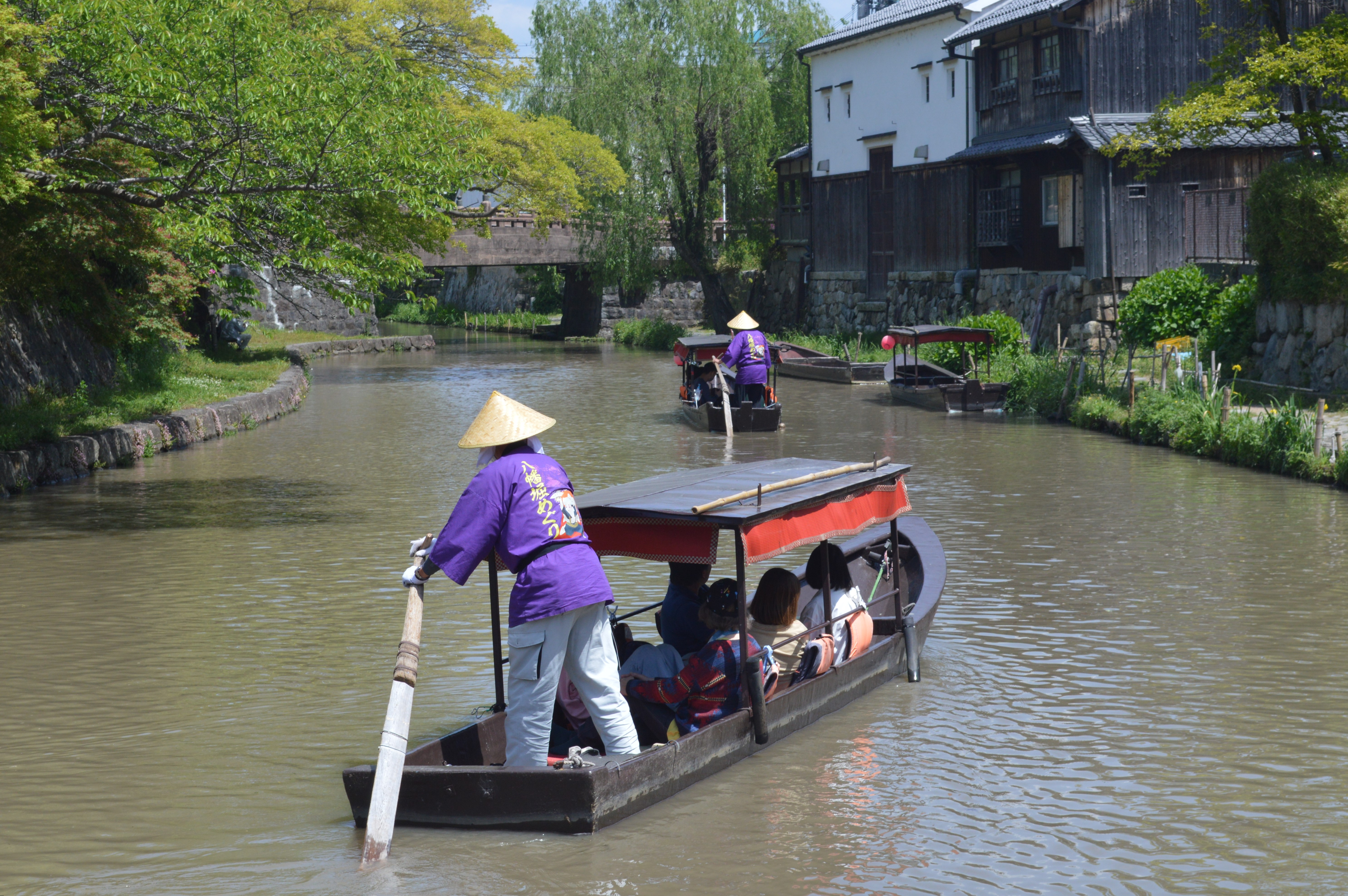
八幡堀めぐり（水郷めぐり）

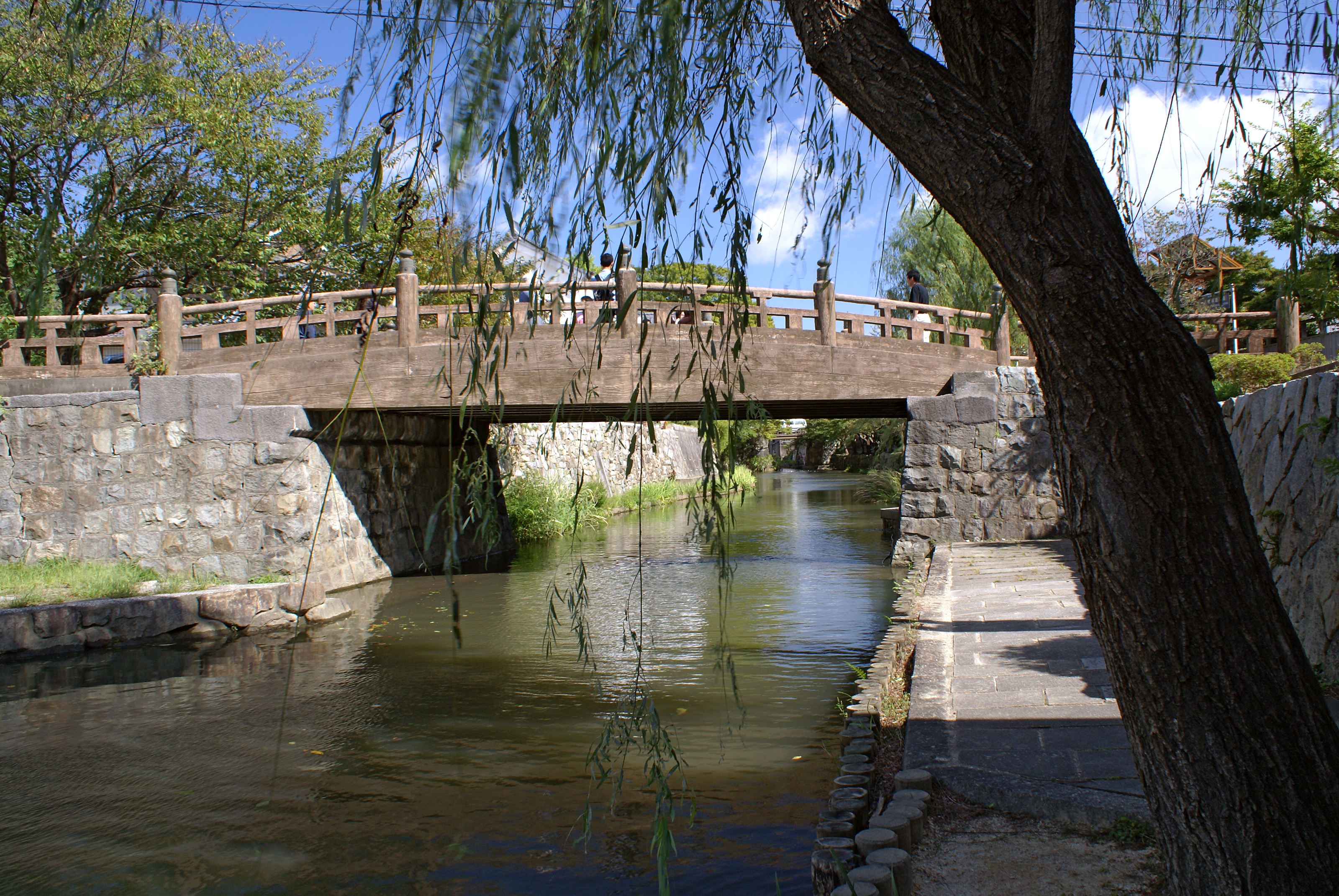
明治橋

安土桃山時代に豊臣秀吉の甥にあたる豊臣秀次が八幡山城を築城した際、市街地と琵琶湖を連結するために造られた。城下町の都市計画として整備され、城を防御する軍事的な役割と、当時の物流の要であった琵琶湖の水運を利用する商業的役割を兼ね備えた。八幡堀により船や人の往来が増えたことで商業が発達し、八幡山城廃城後の江戸時代には、近江商人（八幡商人）による町の発展に大きな役割を果たした。町は大坂と江戸を結ぶ重要な交易地として発展し、堀沿いには裕福な豪商たちの白壁の土蔵や旧家が建ち並んだ。八幡堀を含む旧市街地約13.1ヘクタールは、「近江八幡市八幡伝統的建造物群保存地区」の名称で重要伝統的建造物群保存地区として選定されている。

## 歴史

### 近世

#### 造営
豊臣政権下の天正13年（1585年）、四国征伐で軍功を挙げた豊臣秀次は43万石を与えられ、近江国八幡山に城を築き、城下町を開町した。その際、琵琶湖畔を埋め立て、八幡山周囲に八幡堀を開削した。本能寺の変直後に焼失した、5キロメートル東の安土城の城下から商人や職人を呼び寄せ、碁盤上に区切った城下町に居住区を設けた。堀の北側を武士、南側を町人の居住区域とし、さらに、町人の居住区の西を商人、北東を職人の居住区とした。堀は、八幡山城の防衛と湖上交通による物流の役割を兼ね備え、城下町の発展・繁栄に大きく寄与した。

#### 隆盛
文禄4年（1595年）、豊臣秀吉の命により秀次は自害に追い込まれ、八幡山城は廃城となったが、城下町は商家町として存続し、近江商人により繁栄を極めた。近江商人は八幡堀の地の利を活かし、地場産物（畳表、蚊帳、瓦、米、酒など）を陸路や水路を利用して各地へ搬出し、各地の産物を持ち帰り、再び各地へ送り出すといった「諸国産物回し」と呼ばれる商法によって、各地の産業振興に貢献した。また、近江商人の商売哲学「三方よし（買い手よし、売り手よし、世間よし）」は、他国での商売を通じて生まれた概念である。
建造当初から、堀には「背割り」と呼ばれる排水路による下水システムがあり、堀に溜まった汚泥は、船の運航に差し障る前に随時浚渫され、近隣の田畑の肥料として使われていた。八幡瓦は、その田の粘土を使って作られていた。

### 近現代

#### 復旧事業
第二次世界大戦後まもなくまでは百五十石船が行きかっており、水運業者などによる定期的な浚渫が行なわれていた。堀には背割りから住民の生活排水が流れ込んでいたが、汚染されたものやゴミは流さないという住民の心遣いもあり、昭和20年代頃まではきれいな川だった。
昭和時代後半になると、運河の機能を失い、汚泥を掬い上げる「川ざらえ」も廃れ、昭和40年代になると、堀には下水が流入し、川面は水草で覆われ、川底にはヘドロが堆積し、悪臭を放つようになった。1970年（昭和45年）、地元自治会は堀の改修計画を市に陳情。昔からの町家では自家用車の車庫も不足していたことから、1972年（昭和47年）、市は堀を埋め立てて公園と駐車場にする計画を立案。1973年（昭和48年）に着手した。これに対して近江八幡青年会議所が「埋め立てた瞬間から後悔が始まる」として、堀を近江八幡の誇りとして蘇らせようと見直しを市に迫り、八幡堀復活を求める運動を開始。自主的に八幡堀を清掃したほか、7300筆の署名を集めた。1975年（昭和50年）、「よみがえる近江八幡の会」が設立され、堀の保存修景運動は、市民全体の運動へと展開した。1976年（昭和51年）に着工されたヘドロ除去など堀の全面浚渫工事は4年を要した。1980年（昭和55年）には市民、行政、研究者らによる街並み保全のための「明日の近江八幡を考える研究会」が設立された。

#### 保存と発展
1982年（昭和57年）、国土庁（現：国土交通省）の「水緑都市モデル地区整備事業」に指定され、堀の石垣が復元され、堀沿いに遊歩道や親水広場が作られた。1988年（昭和63年）には地元250世帯が「八幡掘りを守る会」を発足させた。堀の岸辺では住民らが草刈りをしてハナショウブを植え、外来魚駆除のための釣り大会も開かれるようになった。1992年（平成4年）、旧市街地を流れる八幡堀両岸と「新町通り」｢永原町通り｣「日牟禮八幡宮境内地」を含んだ一帯13.1ヘクタールが「近江八幡市八幡伝統的建造物群保存地区」の名称で国の重要伝統的建造物群保存地区として選定された。2005年（平成17年）に文化財保護法が改正され、重要文化的景観の保護制度導入の第1号に選ばれた（近江八幡の水郷）。同時に市は「近江八幡市風景づくり条例」を施行し、全国初の景観法に基づく景観計画「水郷風景計画」を立ち上げた。2006年（平成18年）には、八幡掘・長命寺川・西の湖一帯が全国で初めて重要文化的景観に選定された。
滋賀ロケーションオフィスの紹介などにより、時代劇のロケーション撮影にも多く使われる。舟での移動が多かった江戸を思わせる光景が残っているためで、『暴れん坊将軍』『鬼平犯科帳』『剣客商売』『御家人斬九郎』『るろうに剣心』などが撮影された。

## アクセス
- JR東海道本線・近江鉄道八日市線近江八幡駅から近江鉄道バス（長命寺行き）で八幡堀（大杉町）八幡山ロープウェー口停留所下車。